# 奈良岡聰智
奈良岡 聰智 （ならおか そうち、1975年10月 - ）は、日本の歴史学者、京都大学大学院法学研究科教授。専門は日本近代政治外交史。

## 経歴
1975年、青森県青森市生まれ。1994年3月に青森県立青森高等学校を卒業。

### 京都大学での学生時代
京都大学法学部に進んで、1999年3月に卒業し、同大学大学院に進んだ。2004年3月、京都大学大学院法学研究科博士後期課程を修了し、学位論文『加藤高明と政党政治 二大政党制への道』を提出して法学博士号を取得。京都大学では伊藤之雄に教えを受け、学部時代の伊藤ゼミで『原敬日記』を輪読したことが加藤高明の研究を行うきっかけとなった。修士論文の審査は伊藤に加えて木村雅昭と中西寛が務め、博士論文の審査は伊藤に加えて大嶽秀夫と的場敏博が務めた。学部時代から大石眞の憲法史研究会に参加して、政治現象が制度として昇華していくかを分析する視点の指導を受けた。日常的に参加していた「20世紀と日本研究会」を通じて川田稔、高橋秀直、小林道彦、瀧井一博からも教えを受けた。学部時代から中西輝政の演習に参加し、国際政治やヨーロッパ古典外交に関する洋書を輪読し、近代日本とイギリスの関わりに目を向けるきっかけとなり、その後も国際史研究会で行った報告に対して指導を受ける。君塚直隆からはイギリス公文書館の使い方をはじめ初歩的な知識から指導を受ける。松尾尊兊からは手紙を通して教示を受ける。奈良岡の他、同門には瀧井一博、西田敏宏、赤坂幸一、森靖夫など多くの日本近代政治史研究者がいる。
2004年4月より京都大学法学研究科助教授となった。2007年に准教授に昇進し、2014年4月より京都大学大学院法学研究科教授。

## 受賞・栄典
- 2006年：『加藤高明と政党政治』で第36回吉田茂賞を受賞。
- 2015年：『対華21カ条要求 対華二十一ヵ条要求とは何だったのか』でサントリー学芸賞を受賞。

## 研究内容・業績
- 専門は日本近代政治外交史。

## 著書

### 単著
- 『加藤高明と政党政治――二大政党制への道』（山川出版社, 2006年）
- 『「八月の砲声」を聞いた日本人――第一次世界大戦と植村尚清「ドイツ幽閉記」』（千倉書房, 2013年）
- 『対華二十一ヵ条要求とは何だったのか――第一次世界大戦と日中対立の原点』（名古屋大学出版会, 2015年）

### 共著
- 五百旗頭薫『日本政治外交史　放送大学教材』（放送大学教育振興会, 2019年）
- 門井慶喜『誰かに教えたくなるレトロ建築の話』（潮出版社・潮新書, 2020年）

### 共編著
- （赤坂幸一）『国会運営の裏方たち――衆議院事務局の戦後史【今野或男オーラルヒストリー】』（信山社，2011年）
- （赤坂幸一）『立法過程と議事運営――衆議院事務局の35年【近藤誠治オーラルヒストリー】』（信山社，2011年）
- （赤坂幸一）『消費税国会の攻防 一九八七-八八――平野貞夫 衆議院事務局日記』（千倉書房，2012年）
- （赤坂幸一）『平野貞夫・衆議院事務局日記』（全5巻、信山社, 2013-2020年）
- （小林道彦・高橋勝浩・西田敏宏・森靖夫）『内田康哉関係資料集成』（全3巻：柏書房, 2012年）
- （尚友倶楽部／中園裕・内藤一成・村井良太・小宮京）『河井 弥八日記　戦後篇』（全5巻：信山社出版, 2015-2020年）
- （簑原俊洋）『ハンドブック近代日本外交史　黒船来航から占領期まで』（ミネルヴァ書房, 2016年）
- （松田文彦・今西純一・中嶋節子）『[[[5]]]と近代の学知』（京都大学学術出版会, 2021年）

### 刊行史料
- 『憲政／憲政公論　復刻版』（柏書房，2010年）全8巻
- 加藤高明『滞英偶感』（中公文庫, 2015年）、校訂・解題

### 論文
- 奈良岡聡智